# Loculohypoxylon grandineum
Loculohypoxylon grandineum är en svampart som först beskrevs av Berk. & Ravenel, och fick sitt nu gällande namn av M.E. Barr 1976. Loculohypoxylon grandineum ingår i släktet Loculohypoxylon, klassen Dothideomycetes, divisionen sporsäcksvampar och riket svampar.   Inga underarter finns listade i Catalogue of Life.